# Макаров, Николай Григорьевич (футболист)
Никола́й Григо́рьевич Мака́ров (род. 27 июля 1927) — советский футболист, полузащитник. Мастер спорта СССР (1955).

## Биография
В 1946 году провёл 6 матчей, забил один гол за дубль «Динамо» Москва.
В 1947—1955 за «Динамо» Минск сыграл 165 матчей, забил 18 мячей, в том числе — 114 матчей, 14 мячей в чемпионате СССР.
В дальнейшем играл в чемпионате Белорусской ССР за минские клубы «Энергия» (1957) и «Красное Знамя-1, завод им. Ленина» (1958).